# Amadeus van Savoye (1943-2021)

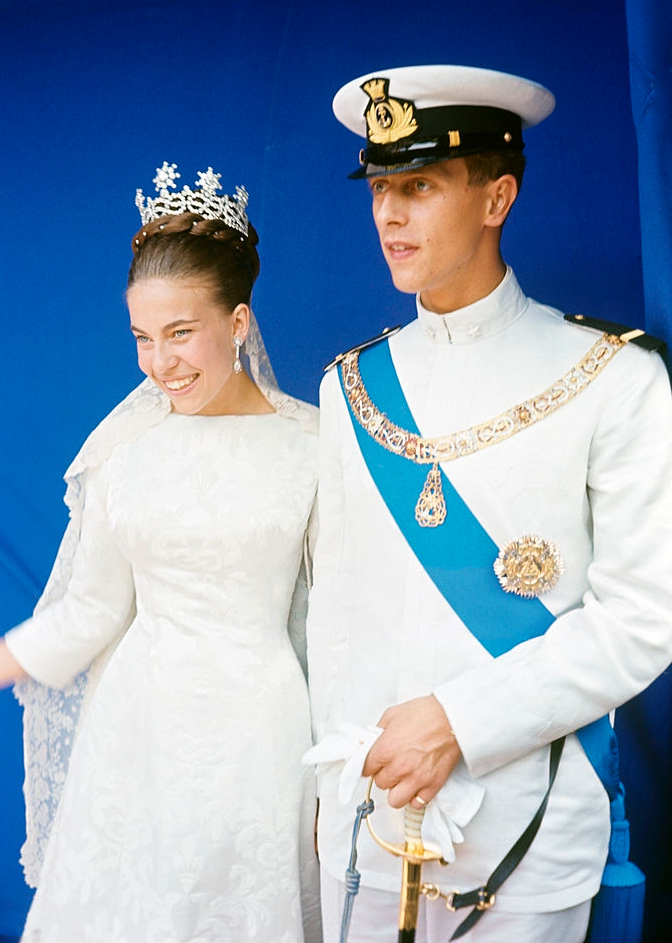
Amedeo trouwt Claude op 22 juli 1964

Amedeo Umberto Constantino Giorgio Paolo Elena Maria Fiorenzo Zvonimir van Savoye (Florence, 27 september 1943 – Arezzo, 1 juni 2021) was sinds de dood van zijn vader in 1948 de vijfde hertog van Aosta. Op 7 juli 2006 nam hij de titel hertog van Savoye aan, waarna zijn zoon Aimone hertog van Aosta werd.
Amedeo was het enige kind van Aimone van Savoye en diens echtgenote prinses Irene van Griekenland (dochter van koning Constantijn I van Griekenland). Op 22 juli 1964 huwde hij in Sintra (Portugal) met prinses Claude van Orléans, dochter van Henri d'Orléans, graaf van Parijs, en diens echtgenote Isabelle. In 1982 scheidde het paar.
Amedeo en Claude hebben drie kinderen:
- Bianca (1966), getrouwd met de Italiaan Gilberto Arrivabene Valenti Gonzaga. Het paar heeft vijf kinderen.
- Aimone (1967), in 2008 getrouwd met prinses Olga van Griekenland
- Mafalda (1969), die korte tijd getrouwd was met een neef van koningin Paola van België: Don Alessandro Ruffo di Calabria. In 2001 hertrouwde zij met Francisco Lombardo di San Chirico. Met haar tweede echtgenoot heeft prinses Mafalda drie kinderen.

In 1987 trad hertog Amedeo voor de tweede maal in het huwelijk met de Italiaanse aristocrate Silvia Paterno di Spedalotto. 
Hij kreeg in 1967 een buitenechtelijke dochter en in 2006 werd bekend dat de hertog een dochter heeft bij een Nederlandse vrouw.
Voor veel Italiaanse monarchisten is prins Amedeo sinds 2006 Hoofd van het Huis Savoye (Italiaanse koningshuis), officieel omdat de enige zoon van de laatste Italiaanse koning, prins Victor Emanuel, toen in het huwelijk trad met een niet-adellijke vrouw, maar officieus tevens omwille van enkele juridische schandalen waarin hij verwikkeld raakte.
Amedeo overleed op 1 juni 2021 aan een hartstilstand nadat hij op 27 mei een operatieve ingreep had ondergaan.